# Röfingen
Röfingen è un comune tedesco di 1 125 abitanti, situato nel land della Baviera.